# Salvatore Di Benedetto
Salvatore Di Benedetto (Raffadali, 19 novembre 1911 – Raffadali, 1º maggio 2006) è stato un politico e partigiano italiano.

## Biografia
Nato da una facoltosa famiglia borghese di Raffadali, già da studente in giurisprudenza, in pieno regime fascista aderì all'ideologia comunista, influenzato dal compaesano Cesare Sessa, che fu tra i fondatori del Partito Comunista d'Italia. Arrestato nel 1935 dal regime e condannato in quanto comunista al confino, scontò la pena sull'isola di Ventotene, dalla quale veniva condotto a Palermo in stato di detenzione, per sostenere gli esami per il conseguimento della laurea in giurisprudenza.
Una parte della sua condanna la scontò nel Corno d'Africa, dove venne inviato ai lavori forzati per la costruzione delle strade e delle altre opere del regime fascista in seguito alla guerra d'Etiopia. Tornato in Italia non si fermò a Raffadali ma cercò di raggiungere il nord del paese allo scopo di mettersi in contatto con il Partito Comunista in clandestinità per preparare la lotta contro il fascismo.
Durante il periodo della seconda guerra mondiale e, in particolare, dopo l'8 settembre 1943, fu tra gli organizzatori delle attività del Partito Comunista Italiano nel nord e nel centro del paese. A Milano, entrato in contatto con i compagni comunisti partecipò alla redazione clandestina de l'Unità, entrando in rapporti di collaborazione e di amicizia con Elio Vittorini, Pietro Ingrao, Renato Guttuso, Pompeo Colajanni, Mario Alicata, Ernesto Treccani, Gillo Pontecorvo, Celeste Negarville, Giansiro Ferrata, Gian Carlo Pajetta.
Queste vicende milanesi furono raccontate da Di Benedetto nei suoi libri, ma testimonianze significative se ne trovano anche in Diario in pubblico di Elio Vittorini, nella Storia del Partito Comunista Italiano di Paolo Spriano e nell'ultimo libro di Pietro Ingrao, Volevo la luna (2006), nel quale la figura di Salvatore Di Benedetto è ricordata con commozione e con parole di profonda ammirazione. Le qualità di organizzatore di Di Benedetto ne fecero uno dei promotori delle iniziative della Resistenza milanese, in particolare della grande manifestazione del 25 luglio 1943 che seguì la caduta di Mussolini.
Tuttavia le autorità di polizia arrestarono i promotori di quella manifestazione e, tra questi, Salvatore Di Benedetto, insieme a Vittorini e Ferrata. Dopo la fortunosa liberazione, in seguito ai fatti dell'8 settembre 1943 Di Benedetto, tornato in clandestinità, continuò a essere tra i principali organizzatori dell'attività clandestina del Partito Comunista Italiano in Lombardia, occupandosi di tenere i contatti tra la struttura del partito e le diverse brigate partigiane impegnate nella lotta contro la Repubblica di Salò.
Per queste sue capacità organizzative fu scelto per collaborare alla riorganizzazione del partito nel Lazio e a Roma in particolare. Si impegnò così in attività strettamente politica ma non trascurò anche la partecipazione ad azioni dirette a sostegno dell'avanzata alleata. Durante una di queste azioni una bomba a mano gli esplose vicino al volto devastandoglielo e privandolo di un occhio. Durante la lunga convalescenza rafforzò l'amicizia e l'amore con la donna che sarebbe stata la compagna di tutto il resto della sua vita, la giovane staffetta partigiana Vittoria Giunti.
Dopo aver partecipato alle feste per la Liberazione (in alcune foto lo si vede con il volto ancora fasciato dalle bende), torna in Sicilia per riprendere nella sua terra la lotta politica in previsione della nuova stagione che si stava già profilando. Fu così uno dei protagonisti della lotta dei contadini siciliani per la conquista delle terre e l'abolizione del latifondo, combattendo una battaglia di occupazione delle terre a fianco dei contadini, mettendo così ancora una volta a rischio la sua vita, in un contesto, quello della provincia di Agrigento, nel quale la mafia uccise, nello stesso periodo, numerosi sindacalisti e uomini politici impegnati nella medesima battaglia. Questo coraggio e il suo ruolo nella conquista delle terre gli valsero da parte dei contadini raffadalesi un affetto che gli fu tributato per tutto il resto della sua vita.
A Raffadali si impegna anche nella attività politica nel paese, dapprima collaborando con Cesare Sessa, sindaco di Raffadali nel primo decennio del secondo dopoguerra e, poi, succedendogli nella carica di sindaco del paese a partire dal 1954, carica che mantenne per trent'anni, alternando gli impegni di sindaco del proprio paese di origine con gli impegni di deputato per svariate legislature del Partito Comunista Italiano.
Da sindaco di Raffadali si fece promotore di innumerevoli iniziative di carattere sociale e culturale: alla sua azione politica si devono, ad esempio, l'istituzione della Biblioteca comunale, la creazione del "Villaggio della Gioventù", la creazione del Piano regolatore generale (primo comune della provincia). Gli interessi di Salvatore Di Benedetto furono molteplici in diversi campi. Fu scrittore, poeta, studioso di tradizioni popolari, raccoglitore di reperti archeologici (che donò alla Biblioteca comunale per l'istituzione del Museo archeologico comunale di Raffadali, annesso alla biblioteca), collezionista di ceramiche.
Appassionato studioso di storia locale, raccolse nella sua antica casa al Palazzo Principe, al centro del paese, storica residenza dei Principi di Montaperto, una ricchissima collezioni di libri rari e di studi, spesso inediti, sulla storia di Raffadali e della Sicilia. Negli ultimi anni si dedicò ad altre attività. Si adoperò, da presidente della Biblioteca comunale, per il suo continuo aggiornamento, si impegnò, anche negli ultimi anni della sua vita, ormai molto anziano, a recarsi nelle scuole per raccontare ai giovani le sue esperienze partigiane e per testimoniare la passione per la libertà che lo aveva portato a combattere tutte le sue battaglie.
La morte avvenne nel paese natìo durante i festeggiamenti del 1º maggio 2006, ma per espresso desiderio della famiglia le celebrazioni continuarono nonostante il lutto cittadino. Moltissimi concittadini si recarono nella camera ardente - allestita nella Biblioteca comunale - e parteciparono ai funerali; soltanto un mese dopo moriva anche la moglie Vittoria Giunti, che gli era stata vicina tutta la vita.

## Opere
- Viva il sogno, Palermo, Ila Palma, 1990. ISBN 88-7704-101-3.
- Architettura spontanea della civiltà contadina, Palermo, Ila Palma, 1992. ISBN 88-7704-163-3.
- Nessuno muore, Palermo, Ila Palma, 1995. ISBN 88-7704-263-X.
- Dalla Sicilia alla Sicilia, Palermo, Sellerio editore, 2008. ISBN 978-88-7681-165-4.